# Lớp Giáp xác chân chèo
Phân lớp Giáp xác chân chèo (Danh pháp khoa học: Copepoda) là một nhóm phân lớp động vật giáp xác nhỏ được tìm thấy ở hầu hết các môi trường sống nước ngọt và nước mặn. Một số loài là sinh vật phù du (trôi dạt trong nước biển), một số là sinh vật đáy (sống dưới đáy đại dương), và một số loài có thể sống trong môi trường sống trên cạn và những nơi ẩm ướt khác trên cạn, chẳng hạn như đầm lầy, dưới lá rụng trong rừng ẩm ướt, đầm lầy ẩm nước, suối, ao tù nước đọng và vũng nước, rêu ẩm hoặc các hốc chứa đầy nước (phytotelmata) của các loài thực vật như cây bìm bịp và cây nắp ấm. Nhiều loài sống dưới lòng đất trong các hang động biển và nước ngọt, hố sụt hoặc lòng suối.

## Đặc điểm
Bộ chân kiếm Copepoda đôi khi được sử dụng như là loài chỉ thị để biểu thị về sự đa dạng sinh học. Những loài trong Bộ chân kiếm có khẳ năng nhảy cao. Đối với động vật giáp xác thuộc bộ chân kiếm, nhảy chính là giải pháp để có thể thoát khỏi những kẻ săn mồi dưới nước lớn hơn mình như sứa, cá trích và cá thu. Loài này được công nhận là nhảy cao nhất trên thế giới vì động vật bộ chân kiếm có hai hệ thống cơ khác nhau, một cho nhảy và một cho bơi cho phép đôi chân rất nhỏ của chúng có lực. Các cơ sử dụng để nhảy khác biệt so với cơ sử dụng để bơi, bên cạnh cơ chế bảo vệ, khả năng siêu nhảy của loài này còn cho phép nó tấn công lén con mồi nhỏ hơn.
Copepoda khá nhỏ bé, một số loài trưởng thành có độ dài từ 1–2 mm, có loài ngắn hơn chỉ vào khoản 0,2 mm. Đặc điểm nhận dạng của loài này là lớp vỏ giáp xác, cùng với bộ râu của nó. Copepod ăn động vật phù du, tảo, mùn bả hữu cơ. Copepod chứa nhiều axit-béo và protein nên trong môi trường tự nhiên, Copepod là nguồn thức ăn đầy dinh dưỡng cho các loài tôm cá lớn hơn nó. Và hiện nay, copepod còn được nuôi cấy để dùng làm thức ăn cho ấu trùng tôm thay thế cho artemia, là những động vật giáp xác cực nhỏ là một thành phần thức ăn thiết yếu trong chuỗi thức ăn chính của thủy sinh vật. Chúng có thể nuôi được trong hầu hết các loại thùng chứa thích hợp. Một số người sử dụng xô nhựa 5 gallon hoặc sử dụng hồ cá 10 gallon (xấp xỉ 39 l) hay các bể thủy tinh.